# Карпилівка (Клесівська селищна громада)
Карпи́лівка — село в Україні, у Клесівській селищній громаді Сарненського району Рівненської області. До 2020 року центр Карпилівської сільської ради. Населення становить 2276 осіб.

## Географія
Селом протікає річка Безіменна, права притока Случі.

## Місцеві назви
Самоназва села — «Карпилівка», самоназва жителів — «карпиловец» або «карпилянец», «карпилянка».

## Герб
У щиті, скошеному зліва зеленим і лазуровим, поверх всього срібний перев'яз зліва. У першій частині три золоті ялинки, середня попереду і вище, поверх них чорний кабан ліворуч. У другій частині золотий короп (герб є промовистим).

## Історія

### З давніх часів і до 20 століття
В музеї села Карпилівка зберігаються кам'яні знаряддя праці, знайдені на стоянках древніх людей біля села. Це вказує на давній час заселення території села людьми.
Село було у власності князів Дубровицьких, згодом в часи Першої Речі Посполитої належало до Стрільського ключа (сукупність маєтків) Дубровицького дзвону. Пізніше — у власності католицького ордену Піарів.
Через Карпилівку проходили шляхи по правому березі Случа, якими перевозили залізну руду, поташ та інші товари з села Рудня-Карпилівська, Сехів до портів на річці Случ (поштовий тракт «Сехи-Дубровиця» через Карпилівку, Стрільськ) та шлях з Півночі на Південь «Дубровиця-Чудель». Ці шляхи сполучали розвинуті містечка Сехи (Томашгород), Дубровицю і річкові порти на річці Случ.
Віддавна Карпилівка була зручним місцем для річкового сплаву лісу. Багато жителів села займалися плисацтвом, були плисаками (про це згадується у «Літописі села Карпилівка», Т. Я. Компаневич, 1895 рік).
З Третім поділом Речі Посполитої, село опиняється під владою Російської Імперії. Станом на 1859 рік, Карпилівка була державним селом, тут діяла дерев'яна православна церква, налічувалося 65 дворів та 589 жителів (313 чоловіків і 276 жінок), з них 587 православних і 2 євреїв. В 1885 Карпилівка належала до Немовицької волості Рівненського повіту Волинської губернії, населення — 661 особа, 76 дворів.
1853 року в селі відкрили дерев'яну православну церкву, побудовану коштом прихожан. Церква називалася Свято-Миколаївською.
В 1895 році священик Теофілакт Яковлевич Компаневич підготував церковно-приходський опис Карпилівського приходу, «Літопис села Карпилівка».

### Початок-середина 20 століття
За даними «Географічного словника Королівства Польського», виданого в 1902 році, у Карпилівці було 136 димів, 925 мешканців. До православної парафії в Карпилівці належало село Рудня (Рудня-Карпилівська)
В 1906 році населення села становило вже 1071 особу

#### В складі незалежної Української народної республіки
Після Першої світової війни і проголошення Української Народної Республіки, село в складі Волинської губернії входить до першої незалежної української держави — УНР, а потім Української Держави Скоропадського.
Згодом під час Радянсько-української війни, за умовами Варшавський договору між Українською Народною Республікою і Польщею в 1920, а потім і Ризького мирного договору (між Польщею і РРФСР та УРСР), село разом із українськими землями Західного Полісся відходить до влади Польської Республіки. Характер польського режиму не був демократичним. Головні його ознаки — авторитаризм з окупаційними особливостями управління. Читайте також: Українські землі у складі Польщі 1919-1938.

#### 1921—1939 роки
Станом на 30 вересня 1921 року, у Карпилівці було 213 домів, загальне населення — 1188 мешканців, з них чоловіків: 593, жінок: 595. За вірою, було: 11 римо-католиків, 1109 православних, 68 юдеїв. За національністю: 10 чол. — польської, 1107 чол. — української, 68 чол. — єврейської, 3 — іншої національності.
Чоловіче населення відбувало військові повинність у польському війську. На все населення були накладені трудові повинності — «шарварок». В ті часи в Карпилівці відкрито чотирикласну школу в приміщені, яке почали будувати ще до Першої світової війни. Школу могли відвідувати і діти селян. Навчання велося українською та польською мовами. В сусідніх селах, Рудні-Карпилівській та Страшеві, польською владою споруджено комплекс оборонних споруд від наступу Радянських військ — Сарненський укріплений район (частина укпріпрайону «Полісся»)
За часів перебування під владою Польської республіки, село з 15 березня 1920 року знаходилось в складі Гміни Немовичі (пол. Gmina Niemowicze), Сарненського повіту Поліського воєводства.
Життя в міжвоєнні часи в сарненському повіті характеризують так: «Поліщуки голодували, бідували, і саме тут широкого впливу набула „всіляка демагогії більшовиків“, які обіцяли поліщукам краще життя за порядками, які на той час вже існували „по тому боці греблі“. Коли ж українські активісти намагались розповісти селянам, який „рай“ на тому боці, що там найбільша в світі неволя, голод і пекло, поліщуки не вірили, говорили, що це випадки, а їх підкупили пани»

#### Початок Другої світової війни
З початком Другої світової війни, на зміну польського режиму, починається радянська окупація. З січня 1940 року село Карпилівка входить до Сарненського району Ровенської області (область називалась так на російський манер до 1991, коли область перейменовано згідно норм української мови в Рівненську).
До наступу німецьких військ в 1941 році, радянська влада встигла провести «зачистку» населення села. Багато жителів були відправлені в табори за політичними обвинуваченнями.
В часи німецької окупації, під час Другої світової війни, єврейське населення села силою утримували в гетто в Сарнах та Дубровиці. Там же їх було страчено серед багатьох тисяч інших євреїв під час відступу нацистів в серпні 1942 року.
Відповідно до Розпорядження Кабінету Міністрів України від 12 червня 2020 року № 722-р «Про визначення адміністративних центрів та затвердження територій територіальних громад Рівненської області» увійшло до складу Клесівської селищної громади.

## Населення
Згідно з переписом УРСР 1989 року чисельність наявного населення села становила 2039 осіб, з яких 1005 чоловіків та 1034 жінки.
За переписом населення 2001 року в селі мешкало 2 211 осіб.

### Мова
Розподіл населення за рідною мовою за даними перепису 2001 року:
| Мова       | Відсоток |
| ---------- | -------- |
| українська | 99,52 %  |
| російська  | 0,26 %   |
| білоруська | 0,13 %   |
| вірменська | 0,04 %   |
| польська   | 0,04 %   |

## Історичні пам'ятки та знахідки

### Кам'яні знаряддя праці
Знаходяться в музеї села Карпилівка. Недосліджені. Коли і за яких обставин знайдені — не відомо. До переміщення в музей, зберігалися в сільраді.

### Знахідки під час розкопки курганів
Згадуються в першому томі «Стара Волинь і Волинське Полісся» О. Цинкаловського: «Коло села 4 кургани, в одному з них було 2 шкелети, кераміка і бронзовий перстень, там також знайдено скарб монет», стор. 488.
Що це за кургани і де знаходилися — не відомо. За повідомленнями Цинкаловського та «Археологическая карта Волынской губернии» Антоновича, кургани досить поширені в Сарненському районі.

### Скарб монет
Знайдений в 1870 році. Складався з 222 срібних монет 17 століття: польських, пруських і шведських.
Згадується в «Археологическая карта Волынской губернии», В. Антовича, 1900 року видання, Москва., стор. 37. В своїй праці Антонович про цю знахідку посилається на джерело «Дела Имперской археологической коммисии».

### Приміщення школи поч. 20-го століття
Почала будуватися на початку 20-го ст. адміністрацією Російської Імперії, добудована після Першої світової війни при Польській Республіці. Зараз приміщення покинуте і не використовується.

### Рукопис «Літопис села Карпилівка»
1895 р., російською (дореформенною мовою). Створений тодішнім настоятелем Свято-Миколаївської церкви села Карпилівка, Теофілактом Компаневичем. Писався в рамках краєзнавчої ініціативи Православної російської церкви на українських землях.
Є зразком церковно-парафіяльних літописів, які створювалися завдяки діяльності Волинського церковно-археологічного товариства (далі — ВЦАТ)та дослідницьких ініціатив Архієпископа Модеста.
Пам'ятка не має наукових висновків, експертиз не проходила.

## Стратегія розвитку
В селі Карпилівка та селах, що входять до Карпилівської сільради прийнята і впроваджується Стратегія сталого розвитку Карпилівської сільської ради Сарненського району на термін 2013—2017 років. В документі визначені основні показники села та напрямки його розвитку.
Згідно неї, на зборах ініціативної групи щодо створення Стратегії було визначено три основних напрямки діяльності громади: розвиток територіальної громади, стимулювання інвестиційної діяльності та розвиток туристичного потенціалу.

## Освіта та соціальна інфраструктура
В Карпилівці діє Карпилівська загальноосвітня школа І-ІІІ ступеня. Працює дошкільний навчальний заклад «Дзвіночок». Також в селі діє Будинок культури, публічно-шкільна бібліотека.

## Медицина і охорона здоров'я
Медичний заклад в селі працює з 1950 року. В 1998 році на його базі створено сільську амбулаторію. У 2002 р. частину приміщення дитячого садка відведено і відремонтовано під приміщення сільської амбулаторії. У 2008 р. була відкрита аптека в амбулаторії лікувальної та сімейної медицини. Фармацевтом працює Мартинюк Людмила Миколаївна. В 2009 р. була надана машина швидкої допомоги. Про здоров'я жителів села турбуються 11 працівників на чолі з головним лікарем Чугай Оленою Олексіївною.

## Релігія
У селі діє церква Святого Миколая (Православна Церква України). Побудована в 1853 році, зруйнована комуністами в 1964, відновлена громадою Карпилівки та сусідніх сіл на початку 90-х років ХХ ст.
Також є Дім молитви євангелістів та декілька їх осередків.

## Культура

### Музика та співи
Зразковий аматорський фольклорно-етнографічний ансамбль «Оберіг» с. Карпилівка, заснований в 1983 році, звання «Зразковий» ансамблю присвоїли в 1996 році. Керівником (станом на 1.01.2011 року) є Мартинюк Галина Петрівна.
Сьогодні гурт нараховує 30 учасників різних за віком, які неодноразово виступали на місцевих, районних та обласних сценах.
Діє також ансамбль ансамблю народної пісні «Журавлина».

### Краєзнавчі та історичні дослідження
В селі діє кабінет історії, який займається дослідженням історії та етнографії села. Деякі зразки експонуються.

### Народні умільці
- Пецькова Людмила Володимирівна — вишивальниця.
- Никончук Марія Іванівна — вишивальниця.
- Мартинюк Руслана Іванівна — майстриня з в'язання, бісероплетіння та орігамі.
- Степанець Роман Романович — майстер по виготовленню виробів з металу та методом випалювання.
- Романчук Валентина Миколаївна — вишивальниця.
- Задорожна Парасковія Тихонівна — вишивальниця.
- Мартинюк Людмила Миколаївна — майстриня з вишивання та в'язання.

## Видатні особистості
- Художник-графік, ілюстратор, член Національної Спілки художників України, Сергійчук Володимир, 1954 р.н.
- Художник-живописець, член Національної Спілки художників України, Жилка Іван, 1958 р.н.
- Мартинюк Василь Кирилович — кандидат філологічних наук, викладач Луцького педагогічного університету.
- Щевич Василь Іванович — художник-іконописець.
- Оленіч Микола Назарович — працівник міністерства сільського господарства Білорусі.
- Романчук Іван Іванович — генерал військової частини м. Луцьк.

Село належить до 3 зони радіоактивного забруднення.

## Природоохоронні території
- Карасинський лісовий заказник
- Озеро «Карпилівське»